# A Momentary Lapse of Reason
Albums de Pink Floyd
The Final Cut
(1983) The Division Bell
(1994)
Singles
1. Learning to Fly
Sortie : 14 septembre 1987
2. On the Turning Away (Live)
Sortie : 14 décembre 1987
3. One Slip
Sortie : 13 juin 1988

A Momentary Lapse of Reason (« une perte momentanée de la raison ») est le treizième album studio du groupe britannique de rock Pink Floyd, paru en septembre 1987.
En 1985, le guitariste David Gilmour commence à réunir des musiciens pour travailler sur son troisième album solo. Fin 1986, il décide d'en faire un nouvel album de Pink Floyd, à la suite de quoi le batteur Nick Mason, puis le claviériste Richard Wright sont invités à rejoindre le projet. Pour des raisons légales toutefois, Wright ne peut être crédité comme membre du groupe à part entière, mais il participe néanmoins à la conception de ce qui devient le premier album de Pink Floyd sans le bassiste et parolier Roger Waters, qui a annoncé son départ en décembre 1985.
L'album est enregistré d'octobre 1986 à mai 1987, principalement sur l’Astoria, une péniche reconvertie en studio, avec l'aide du producteur Bob Ezrin et de nombreux musiciens de session. Durant cette période, une querelle juridique d'intensité croissante oppose Waters et Gilmour quant aux droits sur le nom « Pink Floyd ». Elle n'est réglée que plusieurs mois après la sortie de l'album.
À la différence des précédents albums du groupe, A Momentary Lapse of Reason ne présente pas de thème central et se présente comme une simple collection de chansons écrites par Gilmour avec plusieurs co-auteurs, dont le poète Anthony Moore. L'album reçoit des critiques mitigées et Waters le tourne en dérision dans la presse, mais grâce à une tournée mondiale couronnée de succès, ses ventes dépassent aisément celles de l'album précédent du groupe, The Final Cut.

## Histoire

### Contexte

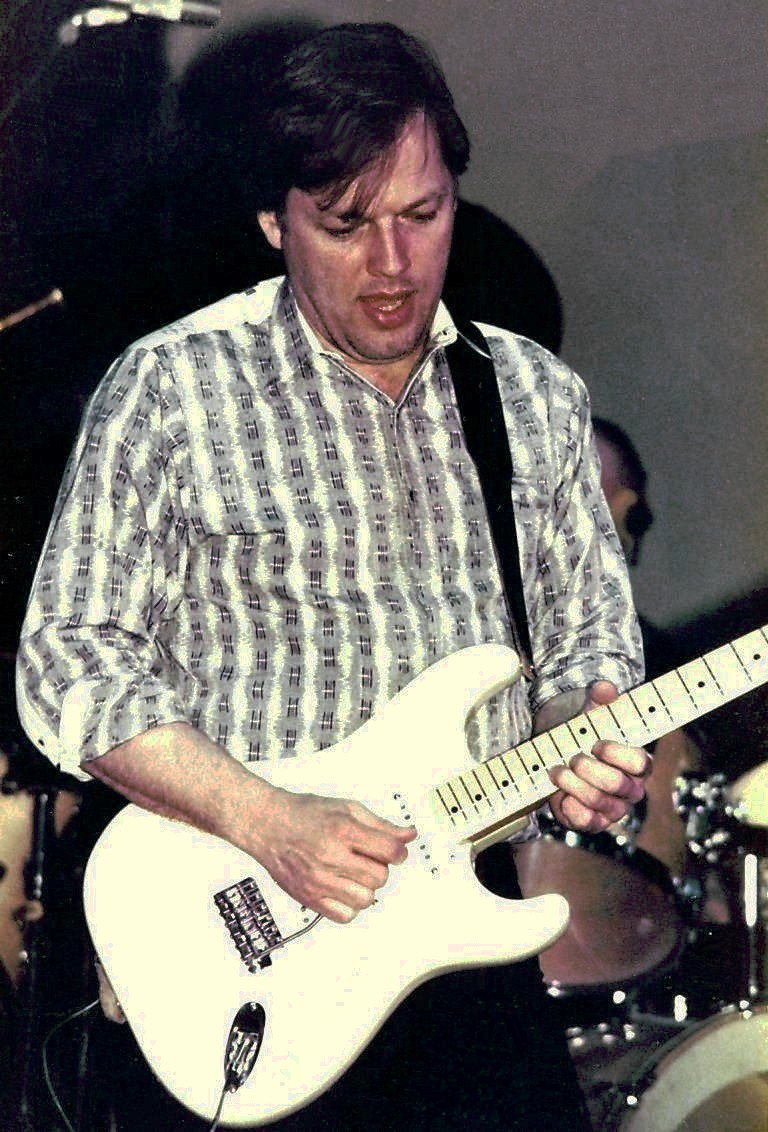
David Gilmour en 1984, durant la tournée de promotion de son album solo About Face.

Après la sortie de l'album The Final Cut, souvent considéré de facto comme un album solo du bassiste Roger Waters, les trois membres restants de Pink Floyd se consacrent à des projets individuels. En 1984, le guitariste David Gilmour exprime en partie son ressenti vis-à-vis de Waters sur son second album solo, About Face. La tournée de promotion de ce dernier s'achève lorsque Waters entame celle de son album The Pros and Cons of Hitch Hiking. Les deux musiciens ont beau avoir fait appel à des interprètes talentueux (notamment Eric Clapton pour Waters), ils découvrent que leurs noms respectifs séduisent moins le public que celui de Pink Floyd. Des ventes médiocres obligent Gilmour à annuler plusieurs concerts en solo et le critique David Fricke décrit ceux de Waters comme « une tentative transparente de prouver que Roger Waters était Pink Floyd ». Après six mois de pause, Waters repart en tournée sur les routes des États-Unis en mars 1985, mais sans le soutien de CBS Records, qui ne cache pas désirer un nouvel album de Pink Floyd.
Pendant ce temps, le batteur Nick Mason se rend compte que jouer sur scène sous le nom de Pink Floyd lui manque après avoir assisté à un concert de Waters à Londres en 1985. Son second album solo, Profiles, en collaboration avec le guitariste Rick Fenn, paraît en août de la même année ; Gilmour chante sur le single qui en est extrait, Lie for a Lie,. Mason et Gilmour partagent une passion pour l'aviation : ils prennent des leçons et achètent un avion de Havilland Dove. Gilmour collabore avec d'autres artistes, notamment Bryan Ferry lors du Live Aid et le groupe The Dream Academy, dont il produit le premier album.

En décembre 1985, Roger Waters annonce son départ de Pink Floyd, « une force épuisée » selon lui. Après l'échec de la tournée About Face, Gilmour espère poursuivre sous le nom de Pink Floyd. Gilmour, Mason et CBS Records menacent dès lors Waters d'un procès afin de l'obliger à écrire et produire un autre album de Pink Floyd avec ses collègues, qui ont à peine participé à la réalisation de The Final Cut. En 2004, Waters a expliqué pourquoi il avait finalement décidé de laisser Gilmour et Mason continuer : 

« [CBS Records] me menaçaient car nous étions sous contrat avec eux et qu'une partie de ce contrat pouvait être interprétée comme un engagement de production avec CBS et que, si nous ne produisions plus chez eux, ils pouvaient a) nous poursuivre en justice et b) retenir les royalties si nous ne faisions plus de disques [chez eux]. Ils ont donc dit : « C'est ce que la maison de disques va faire et le reste du groupe va vous poursuivre en justice pour tous leurs frais juridiques et toute perte de revenus parce que vous êtes celui qui empêche le groupe de faire d'autres disques ». Ils m'ont forcé à démissionner du groupe car, si je ne l'avais pas fait, les répercussions financières m'auraient complètement anéanti. »

Malgré la situation, Waters aurait continué de penser que Pink Floyd n'existerait plus sans lui. Waters fait part à EMI et Columbia de ses intentions et leur demande de le libérer de ses obligations contractuelles. Il se passe également des services de Steve O'Rourke, le manager du groupe, et confie la gestion de ses affaires à Peter Rudge. Dès lors, Gilmour n'est pas d'accord avec son diagnostic. Il refuse de laisser Pink Floyd disparaître, et se montre bien décidé à continuer avec le groupe. Mason et lui considèrent que les démarches du bassiste les laissent libres de continuer à utiliser le nom Pink Floyd.
En l'absence de Waters, Gilmour réunit plusieurs musiciens pour un nouveau projet. Quelques mois auparavant, lors d'un bœuf au studio de Hookend, le claviériste Jon Carin et Gilmour composent la grille d'accords de ce qui deviendra Learning to Fly, et Carin est donc invité à rejoindre l'équipe. Gilmour fait appel à Bob Ezrin (coproducteur de The Wall en 1979) pour son nouveau projet, afin de consolider les chansons déjà écrites. Quelques mois plus tôt, le producteur canadien a décliné l'offre de Waters de participer à son nouvel album solo, Radio K.A.O.S., ce que Waters a pris comme un acte de trahison,. Ezrin arrive en Angleterre durant l'été 1986. Il n'y a alors aucun engagement définitif pour un nouvel album de Pink Floyd, et Gilmour continue à affirmer publiquement que ce qu'il enregistre peut donner lieu à son troisième album solo. Le représentant de CBS Stephen Ralbovsky aurait alors déclaré à Gilmour et Ezrin durant une réunion en novembre 1986 que la musique « ne ressemble pas du tout à celle de Pink Floyd ». À la fin de l'année, Gilmour se décide à faire du nouveau matériel un projet de Pink Floyd, et il accepte de retravailler ce que Ralbovsky n'avait pas aimé,.

### Enregistrement
Pour la composition de l'album, Gilmour fait des essais avec divers auteurs, parmi lesquels Eric Stewart et Roger McGough (en), mais il finit par choisir Anthony Moore, qui est crédité comme coauteur de Learning to Fly et On the Turning Away. Alors que de nombreux albums précédents de Pink Floyd sont des albums conceptuels, Gilmour a choisi une approche plus conventionnelle et réalise une collection de chansons sans lien thématique. Gilmour a déclaré plus tard que le projet avait été difficile sans Waters.
L'enregistrement de l'album se déroule dans plusieurs studios, principalement sur l’Astoria, la péniche de Gilmour, ancrée sur la Tamise, si bien qu'une ambiance fluviale « s'imposa d'elle-même » à toutes les chansons selon Ezrin. L'ingénieur du son Andrew Jackson, collègue du fidèle James Guthrie, est invité à participer au projet. Les sessions s'étendent de façon irrégulière entre novembre 1986 et février 1987 et marquent une rupture vis-à-vis du passé : l'enregistrement s'effectue avec une machine analogue 24-pistes, et les overdubs sont ajoutés sur un enregistreur numérique Mitsubishi 32-pistes. Cet emploi des nouvelles technologies est prolongé par l'usage de la synchronisation MIDI, avec l'aide d'un ordinateur Macintosh,.
Gilmour embauche des musiciens de session supplémentaires, parmi lesquels les batteurs Carmine Appice et Jim Keltner, qui remplacent Mason sur la majorité des chansons de l'album. Ce dernier estime qu'il manque trop de pratique pour pouvoir jouer de son instrument et préfère se consacrer aux effets sonores,. Des boîtes à rythme sont également employées. À la basse ainsi qu'au Chapman Stick, le bassiste de Peter Gabriel et King Crimson, Tony Levin joue aussi sur l'album. John Anthony Helliwell de Supertramp au saxophone est aussi de la liste des musiciens invités.
La nouvelle épouse de Rick Wright, Franka, entre en contact avec Gilmour pour lui demander si son mari peut participer à l'album. Le claviériste avait quitté le groupe en 1979, et son retour poserait des problèmes légaux, mais Gilmour le réintègre dans le groupe après une rencontre à Hampstead. Par la suite, il a admis que la présence de Wright « nous rendait plus forts légalement et musicalement ». Il est donc engagé comme simple musicien de studio en février 1987, avec un salaire hebdomadaire de 11 000 $, mais ses contributions à l'album sont minimales, l'essentiel des parties de claviers étant déjà enregistrées. Il joue donc des parties de renfort sur un orgue Hammond et un piano Fender Rhodes et contribue également aux harmonies vocales. Le solo qu'il interprète sur On the Turning Away est écarté, « pas parce qu'ils ne l'aimaient pas [...] ils pensaient seulement qu'il ne collait pas », d'après Wright.

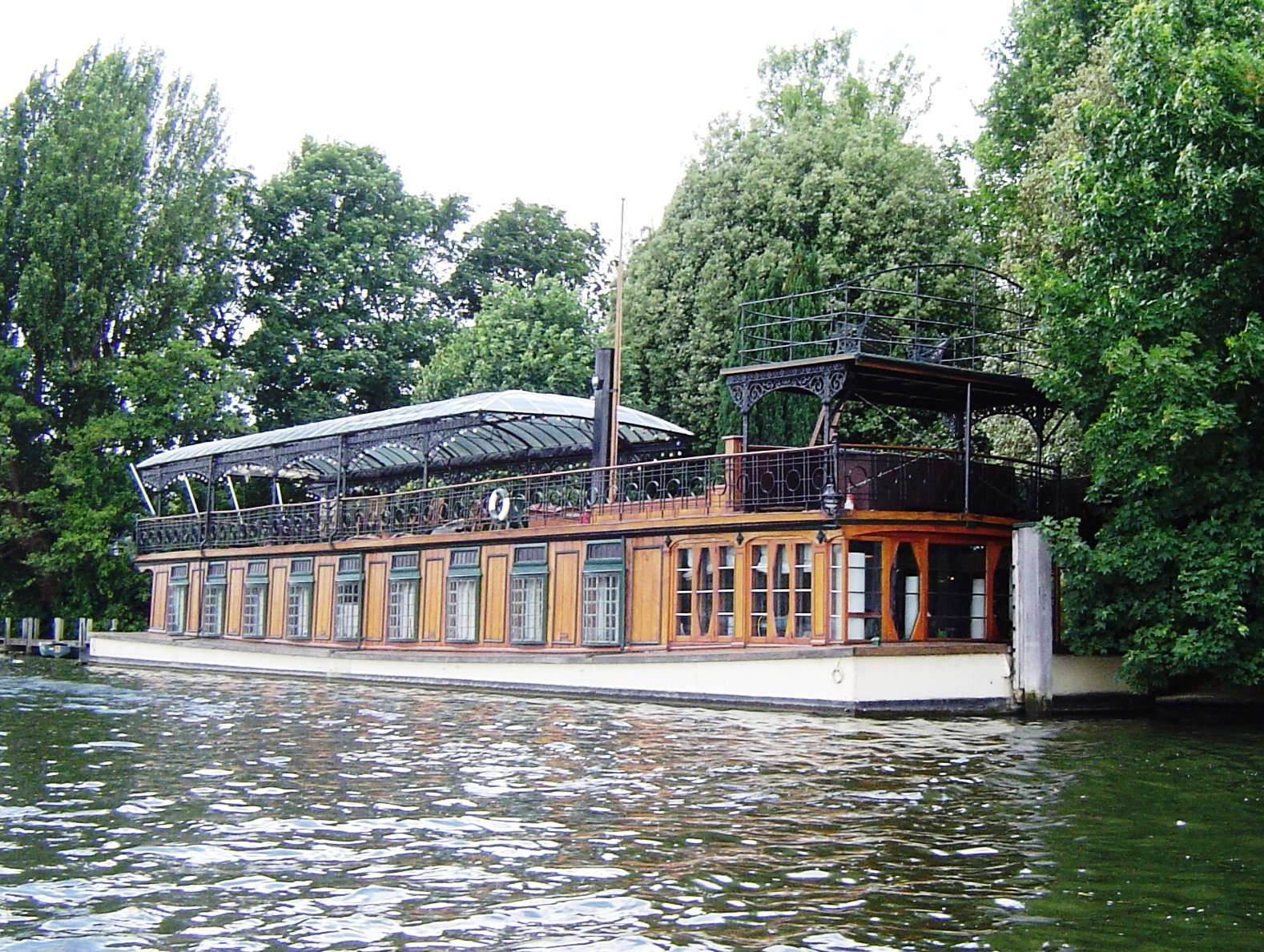
L’Astoria

Malgré la tranquillité offerte par l’Astoria, les sessions sont fréquemment interrompues par la querelle de plus en plus intense entre Waters et Pink Floyd concernant les droits sur le nom du groupe. O'Rourke, estimant que son contrat avec Waters s'est achevé illégalement, intente un procès au bassiste, réclamant 25 000 £ d'arriérés. À l'automne 1986, lors d'une réunion du conseil d'administration de Pink Floyd Music Ltd. (la chambre de compensation du groupe pour toutes ses transactions financières depuis 1973), Waters apprend qu'un nouveau compte en banque a été ouvert, exclusivement pour l'argent lié au « nouveau projet de Pink Floyd ». Il lance aussitôt une procédure devant la High Court pour empêcher tout emploi futur du nom de Pink Floyd, mais ses avocats découvrent que le partenariat n'a jamais été officiellement confirmé. Waters revient devant la High Court afin d'obtenir un veto sur tout emploi futur du nom du groupe. L'équipe de Gilmour réplique par un communiqué de presse qui affirme posément que Pink Floyd continuera à exister. Waters restant actionnaire et administrateur de Pink Floyd Music, il peut bloquer toutes les décisions prises par ses anciens camarades. L'enregistrement se poursuit aux studios Mayfair en février 1987, puis aux studios A&M de Los Angeles de février à mars, à la suite d'un accord passé avec Ezrin qui désirait que le travail se poursuive plus près de chez lui. « C'était fantastique, parce que [...] les avocats ne pouvaient pas nous appeler pendant l'enregistrement, à moins d'appeler au beau milieu de la nuit »,. La querelle acerbe entre Waters et Pink Floyd est couverte dans le numéro de juillet 1987 de Rolling Stone, la meilleure vente de l'année pour le magazine. Elle est finalement résolue en novembre.

### Parution et accueil
A Momentary Lapse of Reason sort au Royaume-Uni et aux États-Unis le lundi 7 septembre 1987, en vinyle et en CD. Il se classe directement no 3 dans les deux pays, derrière Bad de Michael Jackson et 1987 de Whitesnake. Si Gilmour le considère comme un retour du groupe à son meilleur niveau, Wright exprimera par la suite son désaccord, admettant que « les critiques de Roger sont fondées. Ce n'est pas du tout un album de groupe ».
L'album présente un contraste fort avec son prédécesseur, The Final Cut, en termes de style et de contenu. Gilmour le présente comme un retour au Floyd de jadis, estimant que sur la fin de la période Waters, les paroles étaient devenues plus importantes que la musique. Gilmour affirme que « le succès de The Dark Side of the Moon et Wish You Were Here n'était pas uniquement dû aux contributions de Roger, mais aussi au meilleur équilibre entre la musique et les paroles [que par la suite] », un équilibre qu'il déclare avoir voulu rétablir sur A Momentary Lapse of Reason.
Pour Q Magazine, l'album est avant tout l'œuvre du seul Gilmour : « A Momentary Lapse of Reason est tout autant l'album de Gilmour que les quatre derniers parus sous le nom du Floyd étaient dominés par Waters ». Cette opinion est partagée par William Ruhlman, qui qualifie l'album, dans sa critique pour Allmusic.com, d'« album solo de Gilmour en tout, sauf le nom ». Pour Toronto Star, « il manque quelque chose ici. Malgré son poids écrasant, ce disque n'est pas aussi stimulant et provocateur que Pink Floyd devrait l'être. Il est regrettable de dire que A Momentary Lapse of Reason est quelconque, prévisible ». Robert Christgau écrit pour The Village Voice : « en résumé, on ne dirait guère que le maître à penser du groupe est parti — en dehors du fait que le nombre d'idées avancées est significativement moindre ». Pour le magazine Sounds, l'album « revient de l'autre côté du mur, là où les diamants sont fous, les lunes ont des faces cachées et les mères des cœurs atomiques ».
A Momentary Lapse of Reason est certifié disque d'argent et d'or au Royaume-Uni le 1er octobre 1987, et disque d'or et de platine aux États-Unis le 9 novembre. Il devient double disque de platine le 18 janvier de l'année suivante, triple le 10 mars 1992 et quadruple le 16 août 2001, dépassant de loin les ventes de The Final Cut. L'album est réédité en 1988 en vinyle ; cette édition limitée inclut des posters et un bon pour un billet pour la tournée à venir du groupe au Royaume-Uni. Une édition anniversaire est parue aux États-Unis en 1997.

### Tournée de promotion

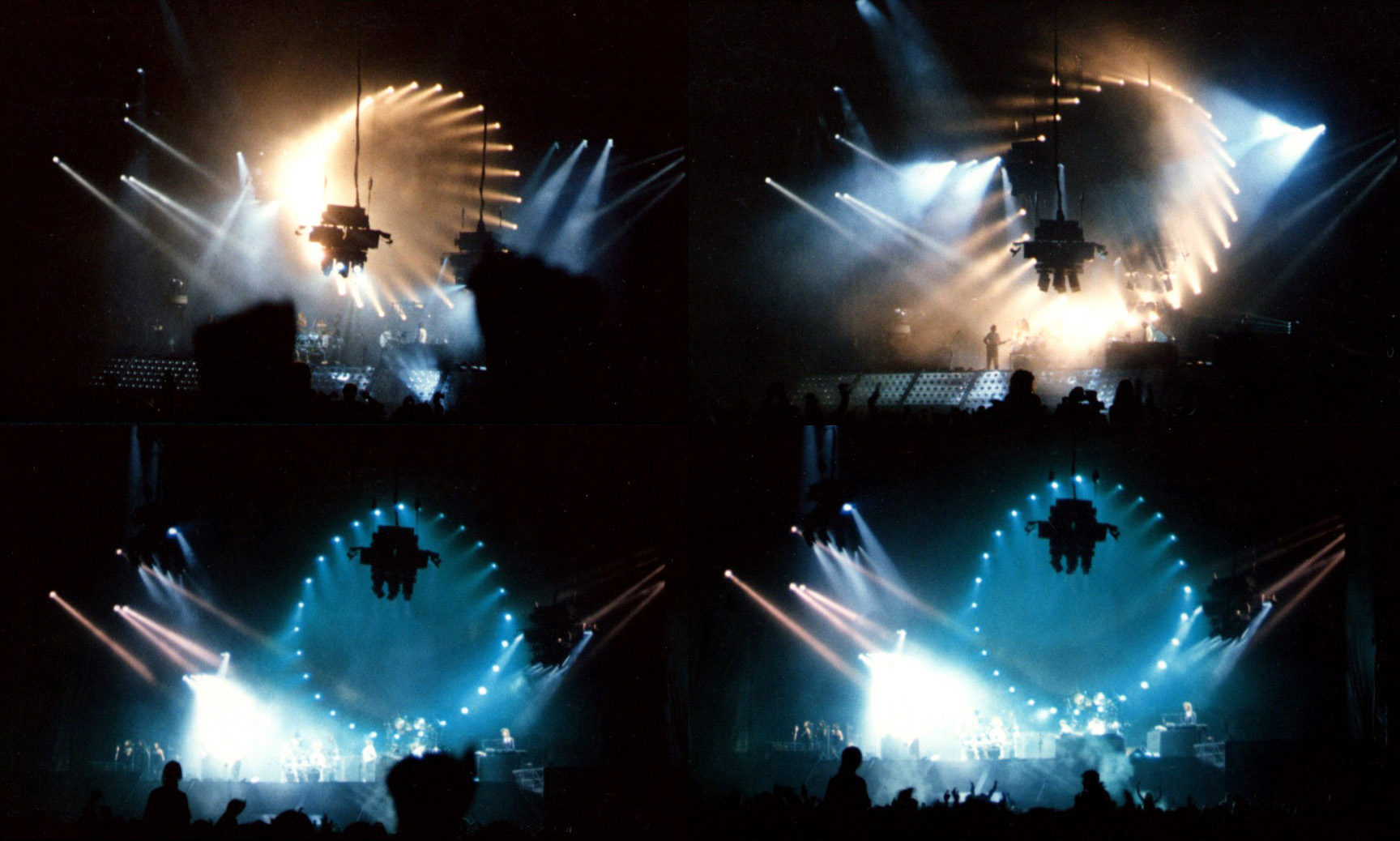
La scène sur la tournée A Momentary Lapse of Reason.

La décision de partir en tournée pour promouvoir l'album est prise avant même son achèvement, et les premières répétitions sont chaotiques. Mason et Wright manquent de pratique, et Gilmour, submergé de travail, demande l'aide de Bob Ezrin. Les fonds de départ sont avancés par Gilmour et Mason (ce dernier, séparé de sa femme, doit mettre en gage sa Ferrari 250 GTO). Les choses sont encore compliquées par Waters, qui contacte plusieurs promoteurs américains et menace de les traîner en justice s'ils emploient le nom de Pink Floyd. Néanmoins, les menaces de Waters agacent certains promoteurs, et quelques mois plus tard, les 60 000 billets mis en vente à Toronto s'écoulent en quelques heures,.
Le groupe reformé (avec Wright) joue en Amérique du Nord en même temps que Waters, qui promeut son album Radio K.A.O.S., dans des salles généralement plus petites que Pink Floyd ; ils jouent parfois non loin l'un de l'autre. Waters lance une assignation pour ses droits sur le cochon volant employé par Pink Floyd, à la suite de quoi le groupe ajoute une paire de testicules au ballon afin de le rendre distinct du cochon de Waters. En novembre 1987, le bassiste semble néanmoins reconnaître sa défaite, et un accord est finalement conclu le 23 décembre sur l’Astoria. Mason et Gilmour se voient reconnaître le droit inaliénable d'utiliser le nom de Pink Floyd, tandis que Waters se voit accorder, entre autres choses, les droits sur The Wall. Les chicaneries se poursuivent néanmoins, Waters ayant toujours un mot de dédain pour ses anciens camarades, qui s'en amusent. The Sun publie un article selon lequel Waters aurait embauché un artiste pour créer 150 rouleaux de papier toilette avec le visage de Gilmour sur chaque feuille. Waters a par la suite qualifié cette histoire d'absurde, mais elle montre bien à quel point les deux clans se sont éloignés.
La tournée A Momentary Lapse of Reason rencontre un succès phénoménal. Chaque concert donné à guichets fermés aux États-Unis bat les records d'affluence, ce qui en fait la tournée la plus rentable de l'année. Des concerts en Australie, au Japon et en Europe suivent, avant que le groupe revienne à deux reprises aux États-Unis. La quasi-totalité des concerts affichent complet. Un album tiré de la tournée, Delicate Sound of Thunder, sort le 22 novembre 1988, suivi d'une vidéo en juin 1989. Quelques jours plus tard, l'équipage du Soyouz TM-7 passe l'album, et Pink Floyd devient le premier groupe de rock joué dans l'espace. La tournée s'achève lors du Knebworth festival le 30 juin 1990, après 200 concerts, 4,2 millions de spectateurs et plus de 60 millions de livres de bénéfices, sans compter le merchandising.

## Caractéristiques artistiques

### Musique
Contrairement aux précédents albums de Pink Floyd, A Momentary Lapse of Reason n'est pas un album-concept, mais une simple collection de chansons dépourvues de lien thématique. Learning to Fly s'inspire des leçons d'aviation prises par Gilmour, parfois au détriment de ses horaires de studio. Cette chanson comprend également un enregistrement de la voix de Mason, réalisé pendant un décollage. Le groupe se livre également à des expériences avec l'échantillonnage, et Ezrin enregistre le son des rames du batelier de Gilmour, un certain Langley Iddens. La présence d'Iddens se révèle cruciale lorsqu'une crue fait pencher dangereusement le bateau vers le quai auquel il est amarré.
The Dogs of War, qui parle de « mercenaires physiques et politiques », est inspirée d'un accident survenu durant l'enregistrement : un échantillonneur diffuse un enregistrement de rire, qui rappelle à Gilmour un aboiement de chien. Terminal Frost est l'une des plus anciennes démos de Gilmour. Il envisage un moment d'y ajouter des paroles, mais décide finalement de ne pas le faire. À l'inverse, les paroles de Sorrow ont été écrites avant la musique. La guitare en ouverture de la chanson a été enregistrée au Los Angeles Memorial Sports Arena : un studio mobile 24 pistes achemine le son de la Fender à travers un système de sonorisation, puis enregistre en multicanal.

### Pochette et photographie

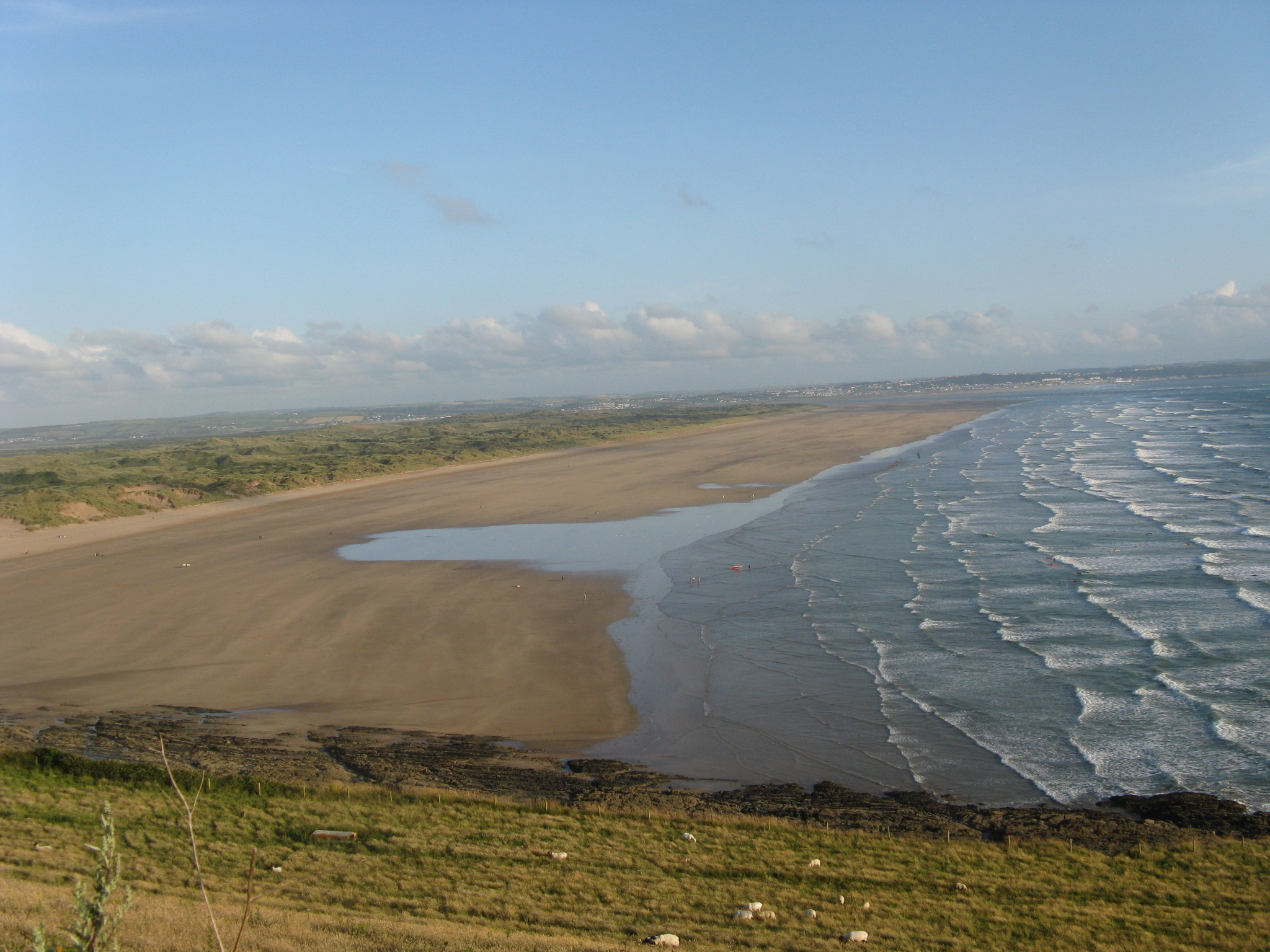
La plage de Saunton Sands, dans le Devon, où la photo de la pochette a été prise.

Le titre A Momentary Lapse of Reason est choisi après de nombreuses hésitations, l'emportant sur Signs of Life, Of Promises Broken et Delusions of Maturity.
Storm Thorgerson revient travailler sur la pochette de l'album, dix ans après Animals, sa dernière pochette pour un album studio de Pink Floyd. Son concept final consiste en une série de lits d'hôpital alignés sur une plage, une image inspirée par un vers des paroles de Yet Another Movie et une vague idée de Gilmour comprenant un lit dans une maison méditerranéenne et des « vestiges de relations évanouies, ne laissant que des échos ». La pochette est une photo de 800 lits sur la plage de Saunton Sands, dans le Devon (où, par coïncidence, des scènes du film The Wall ont été tournées),. L'image prend en tout deux semaines pour être produite, et elle vaut une médaille d'or de l'Association of Photographers au photographe Robert Dowling.
Un documentaire présent dans le coffret « The Later Years 1987 – 2019 » montre la conception de cette pochette.
La pochette intérieure présente une photo du groupe (prise par David Bailey), pour la première fois depuis Meddle, en 1971. Seuls Gilmour et Mason y apparaissent. Wright ne figure que dans les crédits,.

## Titres

### 33 tours
| 1. | Signs of Life       | David Gilmour, Bob Ezrin                           | 4:24 |
| 2. | Learning to Fly     | David Gilmour, Anthony Moore, Bob Ezrin, Jon Carin | 4:53 |
| 3. | The Dogs of War     | David Gilmour, Anthony Moore                       | 6:05 |
| 4. | One Slip            | David Gilmour, Phil Manzanera                      | 5:10 |
| 5. | On the Turning Away | David Gilmour, Anthony Moore                       | 5:42 |

| 6.  | Yet Another Movie / Round and Around | David Gilmour, Patrick Leonard | 7:28 |
| 7.  | A New Machine (Part 1)               | David Gilmour                  | 1:46 |
| 8.  | Terminal Frost                       | David Gilmour                  | 6:17 |
| 9.  | A New Machine (Part 2)               | David Gilmour                  | 0:38 |
| 10. | Sorrow                               | David Gilmour                  | 8:46 |

### CD remasterisé
Sur l'édition remasterisée de 2011, les chansons Yet Another Movie et Round and Around forment deux pistes séparées.
| No  | Titre                  | Auteur                                             | Durée |
| --- | ---------------------- | -------------------------------------------------- | ----- |
| 1.  | Signs of Life          | David Gilmour, Bob Ezrin                           | 4:23  |
| 2.  | Learning to Fly        | David Gilmour, Anthony Moore, Bob Ezrin, Jon Carin | 4:52  |
| 3.  | The Dogs of War        | David Gilmour, Anthony Moore                       | 6:03  |
| 4.  | One Slip               | David Gilmour, Phil Manzanera                      | 5:08  |
| 5.  | On the Turning Away    | David Gilmour, Anthony Moore                       | 5:41  |
| 6.  | Yet Another Movie      | David Gilmour, Patrick Leonard                     | 6:13  |
| 7.  | Round and Around       | David Gilmour                                      | 1:13  |
| 8.  | A New Machine (Part 1) | David Gilmour                                      | 1:45  |
| 9.  | Terminal Frost         | David Gilmour                                      | 6:15  |
| 10. | A New Machine (Part 2) | David Gilmour                                      | 0:38  |
| 11. | Sorrow                 | David Gilmour                                      | 8:48  |

## Musiciens
- David Gilmour : chant, guitares, talkbox, claviers, drum machine, séquenceur, production
- Nick Mason : batterie acoustique et électronique, percussions sur (1, 2, 4-6), effets sonores, narration sur Signs of Life, Learning to Fly et Terminal Frost

### Musiciens additionnels
- Richard Wright[56] : piano, Kurzweil, orgue Hammond, sur (1, 2, 5, 9, 11), chœurs sur Learning to Fly, On the Turning Away et Sorrow
- Bob Ezrin : claviers, percussions, séquenceur, production
- Jon Carin : claviers
- Bill Payne : orgue Hammond
- Patrick Leonard : synthétiseurs
- Michael Landau : guitare
- Tony Levin : basse, Chapman Stick sur One Slip
- Jim Keltner : batterie
- Carmine Appice : batterie sur Dogs of War
- Steve Forman : percussions
- Tom Scott : saxophone alto, saxophone soprano
- Scott Page : saxophone ténor
- John Anthony Helliwell : saxophone
- Darlene Koldenhoven, Carmen Twillie, Phyllis St. James, Donnie Gerrard  : chœurs

## Production
- Bob Ezrin : producteur
- David Gilmour : producteur
- Andrew Jackson : ingénieur du son, mixage
- James Guthrie : remixage
- Robert (Ringo) Hyrcyna, Marc Desisto, Stan Katayama, Jeff Demorris : assistants

## Charts et certifications

### Album
| Pays             | Durée du classement | Meilleure position | Date              |
| ---------------- | ------------------- | ------------------ | ----------------- |
| Allemagne        | 37 semaines         | 2e                 | 12 octobre 1987   |
| Australie        | 3 semaines          | 47e                | 17 juillet 1988   |
| Autriche         | 24 semaines         | 3e                 | 1er novembre 1987 |
| Canada           | 32 semaines         | 5e                 | 17 octobre 1987   |
| États-Unis       | 57 semaines         | 3e                 | 24 octobre 1987   |
| France           | 58 semaines         | 4e                 | 13 septembre 1987 |
| Italie           | -                   | 4e                 | 1987              |
| Norvège          | 12 semaines         | 2e                 | 27 septembre 1987 |
| Nouvelle-Zélande | 25 semaines         | 1er                | 22 novembre 1987  |
| Pays-Bas         | 45 semaines         | 2e                 | 26 septembre 1987 |
| Royaume-Uni      | 35 semaines         | 3e                 | 19 septembre 1987 |
| Suède            | 7 semaines          | 3e                 | 30 septembre 1987 |
| Suisse           | 33 semaines         | 2e                 | 20 septembre 1987 |

| Pays         | Durée du classement | Meilleure position | Date              |
| ------------ | ------------------- | ------------------ | ----------------- |
| France       | 2 semaines          | 135e               | 1er octobre 2011  |
| Belgique (W) | 6 semaines          | 8e                 | 6 novembre 2021   |
| Belgique (V) | 3 semaines          | 31e                | 6 novembre 2021   |
| Espagne      | 1 semaine           | 26e                | 7 novembre 2021   |
| Finlande     | 1 semaine           | 48e                | 1er novembre 2021 |
| Italie       | 11 semaines         | 13e                | 4 novembre 2021   |
| Portugal     | 14 semaines         | 3e                 | 1er novembre 2021 |

Certifications
| Pays             | Certification | Ventes      | Date             |
| ---------------- | ------------- | ----------- | ---------------- |
| Allemagne        | Or            | 250 000 +   | 1987             |
| Autriche         | Or            | 25 000 +    | 10 janvier 1994  |
| Canada           | 3 × Platine   | 300 000 +   | 23 décembre 1987 |
| États-Unis       | 4 × Platine   | 4 000 000 + | 16 août 2001     |
| France           | Platine       | 400 000 +   | 1988             |
| Italie           | Or            | 25 000 +    | 2016             |
| Nouvelle-Zélande | Platine       | 15 000 +    | 13 décembre 1987 |
| Pays-Bas         | Or            | 50 000 +    | 1988             |
| Royaume-Uni      | Or            | 100 000 +   | 1er octobre 1987 |
| Suisse           | 2 × Platine   | 100 000 +   | 1990             |

### Singles
| Single              | Chart                  | Durée du classement | Position | Date              |
| ------------------- | ---------------------- | ------------------- | -------- | ----------------- |
| Learning to Fly     | Hot 100                | 8 semaines          | 70e      | 31 octobre 1987   |
| Learning to Fly     | Mainstream Rock Tracks | 12 semaines         | 1er      | 26 septembre 1987 |
| Learning to Fly     | Single Top 100         | 2 semaines          | 71e      | 14 décembre 1987  |
| Learning to Fly     | Top 100                | 12 semaines         | 60e      | 14 février 1988   |
| Learning to Fly     | RMNZ Singles Top40     | 8 semaines          | 10e      | 24 janvier 1988   |
| On the Turning Away | Mainstream Rock Tracks | 24 semaines         | 1er      | 16 janvier 1988   |
| On the Turning Away | Top 100                | 24 semaines         | 18e      | 4 octobre 1987    |
| On the Turning Away | RMNZ Singles Top40     | 4 semaines          | 34e      | 28 février 1988   |
| On the Turning Away | Mega Top 50            | 7 semaines          | 47e      | 13 février 1988   |
| On the Turning Away | UK Singles Chart       | 4 semaines          | 55e      | 26 décembre 1988  |
| One Slip            | Mainstream Rock Tracks | 17 semaines         | 5e       | 31 octobre 1987   |
| One Slip            | UK Singles Chart       | 3 semaines          | 50e      | 2 juillet 1988    |
| The Dogs of War     | Mainstream Rock Tracks | 11 semaines         | 30e      | 31 octobre 1987   |
| Sorrow              | Mainstream Rock Tracks | 6 semaines          | 36e      | 12 mars 1988      |